# ألفرد هيل (ملحن)
ألفرد هيل (بالإنجليزية: Alfred Hill)‏ هو معلم موسيقى وملحن أسترالي، ولد في 16 ديسمبر 1869 في ملبورن في أستراليا، وتوفي في 30 أكتوبر 1960 في سيدني في أستراليا.

## وصلات خارجية
- ألفرد هيل على موقع ميوزك برينز (الإنجليزية)
- ألفرد هيل على موقع ديسكوغز (الإنجليزية)